# Dangerous Seed
Dangerous Seed est un jeu vidéo de type shoot 'em up développé et édité par Namco en 1989 sur borne d'arcade. Il est sorti le 18 décembre 1990 sur Mega Drive, uniquement au Japon.